# St-Amand (Saint-Amand-sur-Fion)

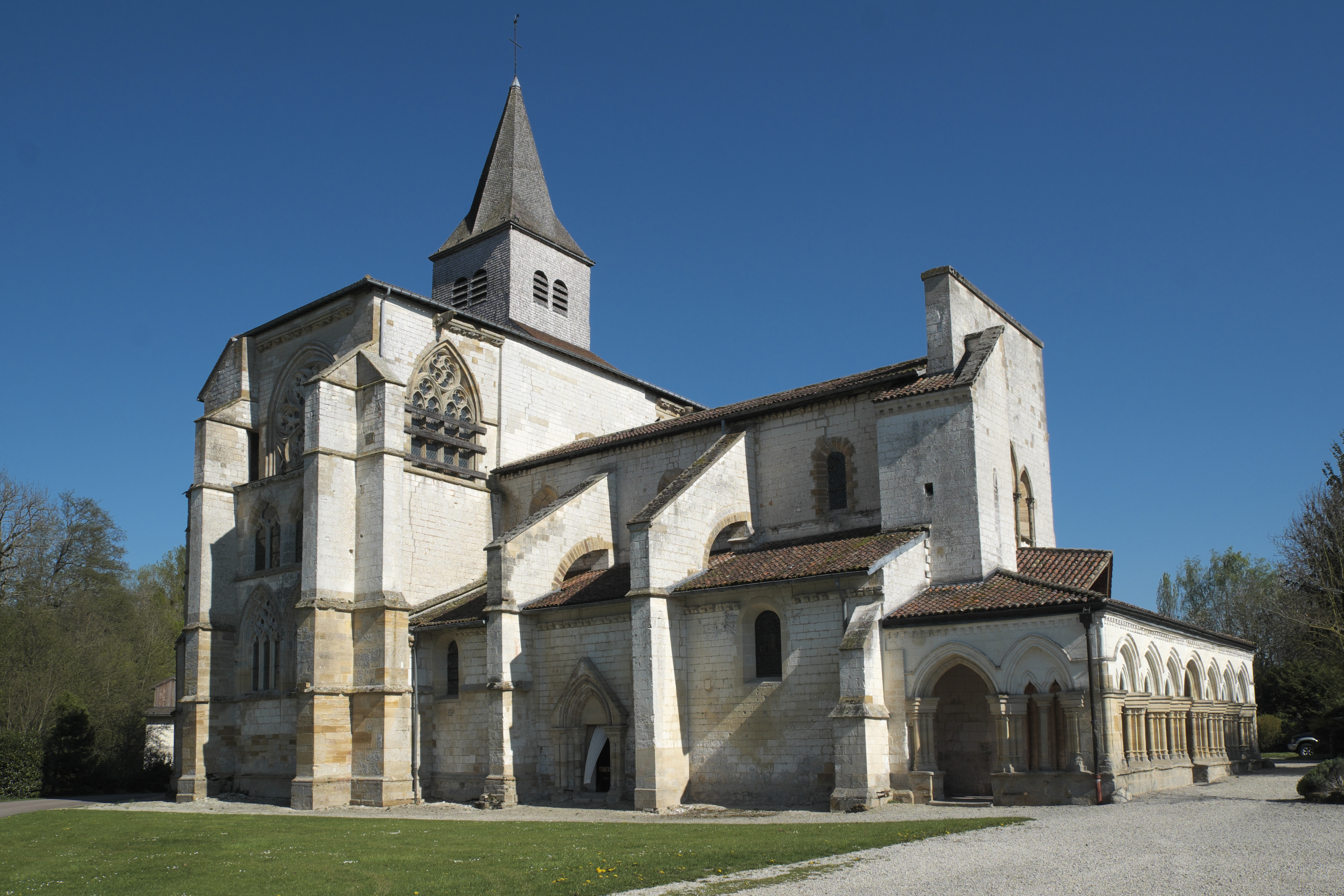
Kirche Saint-Amand

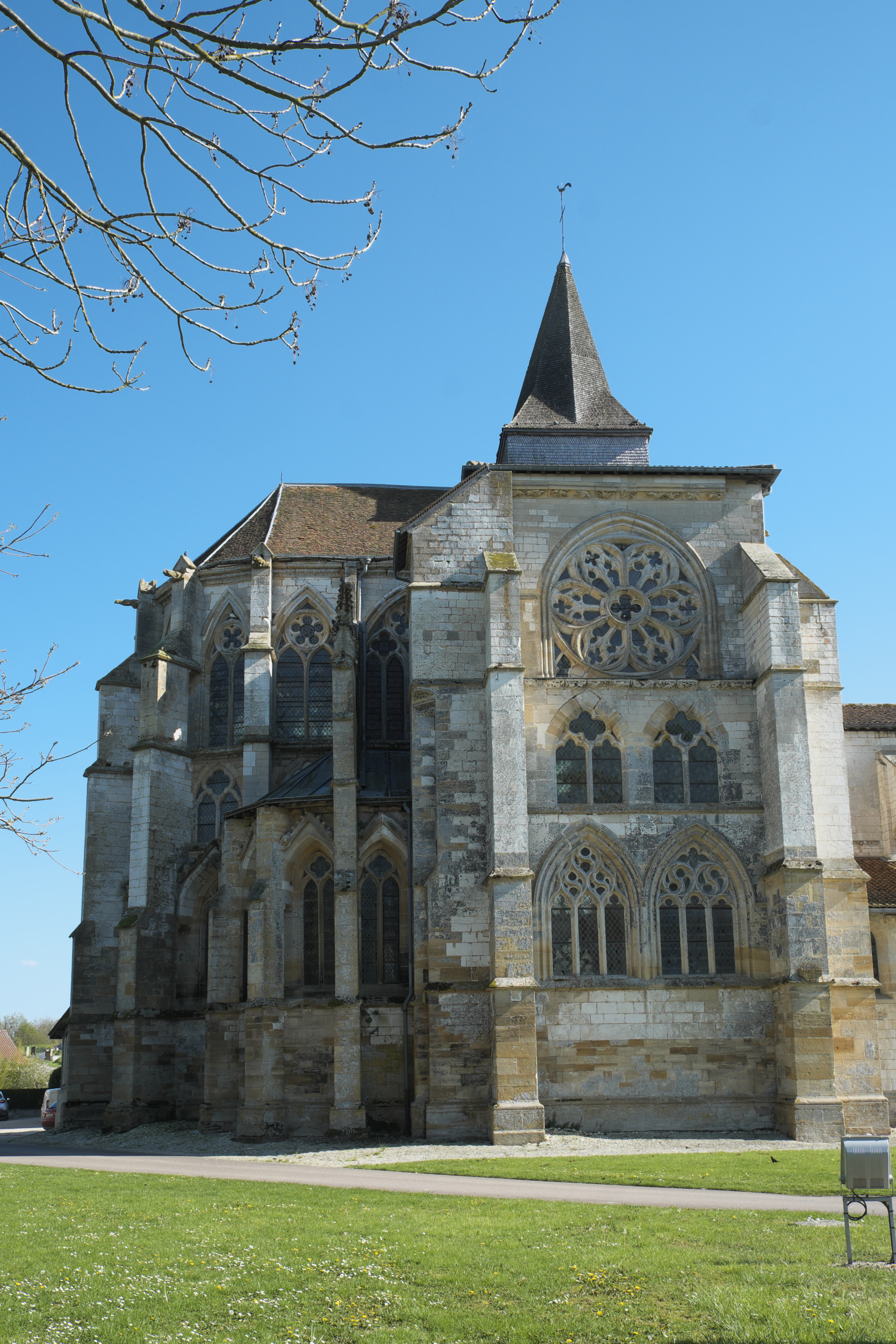
Chor und nördliches Querhaus

Die katholische Kirche Saint-Amand in Saint-Amand-sur-Fion, einer Gemeinde im Département Marne in der französischen Region Grand Est, ist ein romanisches Bauwerk aus dem 12. Jahrhundert. Der außergewöhnliche Chor und die Vorhalle stammen aus gotischer Zeit. Auf welchen Heiligen, vielleicht Amandus von Straßburg oder Amand von Maastricht, sich das Patrozinium bezieht, ist nicht geklärt. Im Jahr 1875 wurde die Kirche, in der Bleiglasfenster mit Scheiben aus dem 13. und 16. Jahrhundert erhalten sind, als Monument historique in die Liste der Baudenkmäler in Frankreich aufgenommen.

## Geschichte
Zu Beginn des 12. Jahrhunderts schenkte Hugo I., Graf der Champagne und Bruder des Bischofs von Châlons, seine Ländereien in Saint-Amand den Chorherren der Kathedrale Saint-Étienne in Châlons-en-Champagne. Sie veranlassten zwischen 1138 und 1147 den Bau der romanischen Kathedrale und errichteten vermutlich in der zweiten Hälfte des 12. Jahrhunderts in Saint-Amand, über einer Quelle etwas außerhalb des Ortes, die dortige Kirche, von der heute nur noch das Langhaus erhalten ist. In der Mitte des 13. Jahrhunderts entstand der Chor im hochgotischen Rayonnantstil, das Querhaus wurde zu Beginn des 16. Jahrhunderts erneuert.
In der Kirche fand im Jahr 1544 ein bedeutendes Treffen zwischen den Gesandten des französischen Königs Franz I. und des Kaisers Karl V. statt, das zum Frieden von Crépy führte.

## Architektur

### Vorhalle
Die Vorhalle wird durch sieben mehrfach profilierte Spitzbogenarkaden gegliedert, die auf massiven Kämpferplatten und Pfeilern mit eingestellten Säulen ruhen. Die Halbsäulen sind zum Teil mit Blattkapitellen verziert. Zu beiden Seiten der mittleren Arkade sind je drei spitzbogige Doppelarkaden angeordnet, die auf schlanken Mittelsäulen mit ebenfalls kräftigen Kämpfern und schlichten Kapitellen aufliegen. Die Säulenschäfte sind über den Basen und unter den Kapitellen mit Ringwülsten verziert. Unter dem Dachansatz verläuft eine Reihe von Kragsteinen ohne figürlichen Skulpturenschmuck.

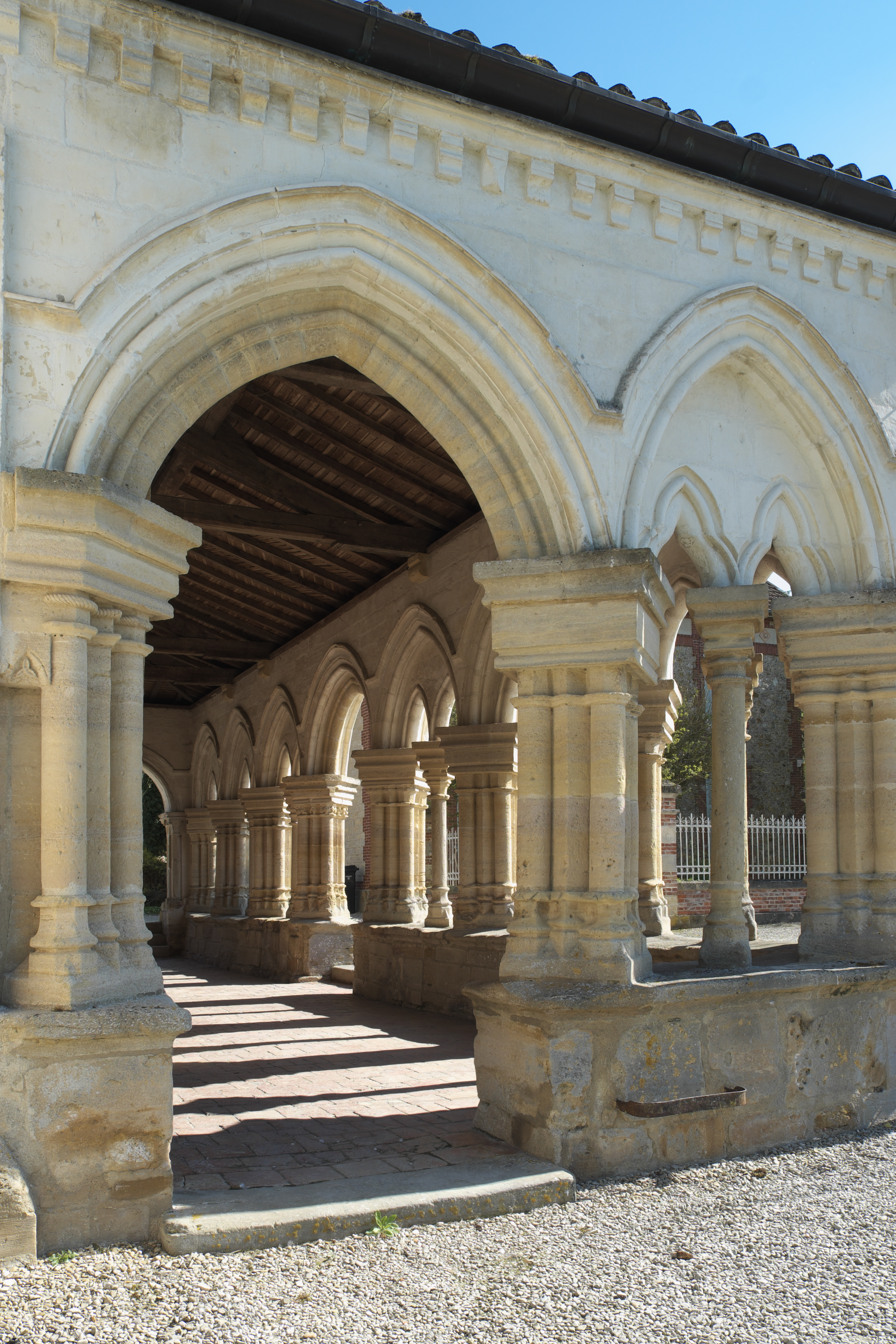
Vorhalle
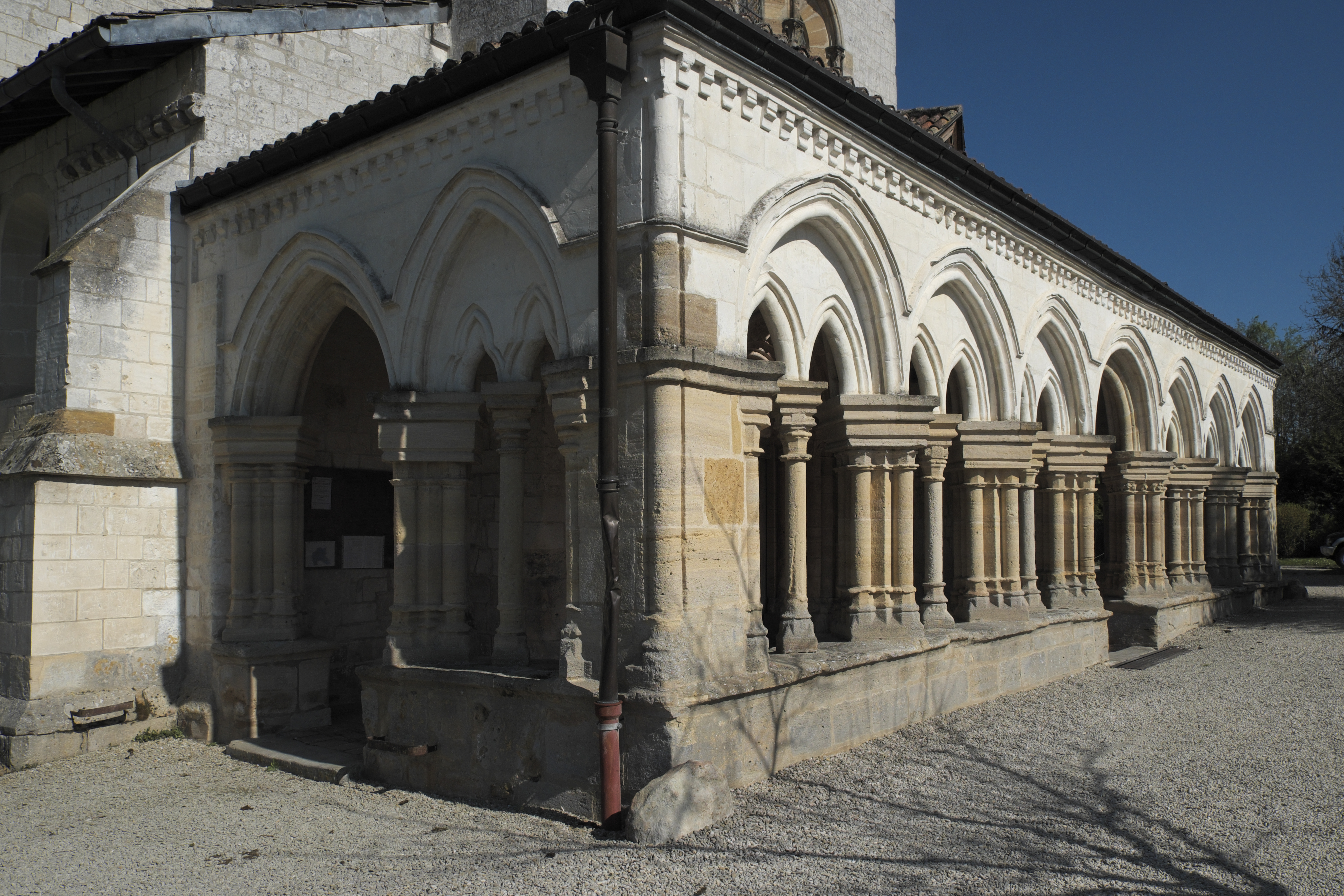
Vorhalle
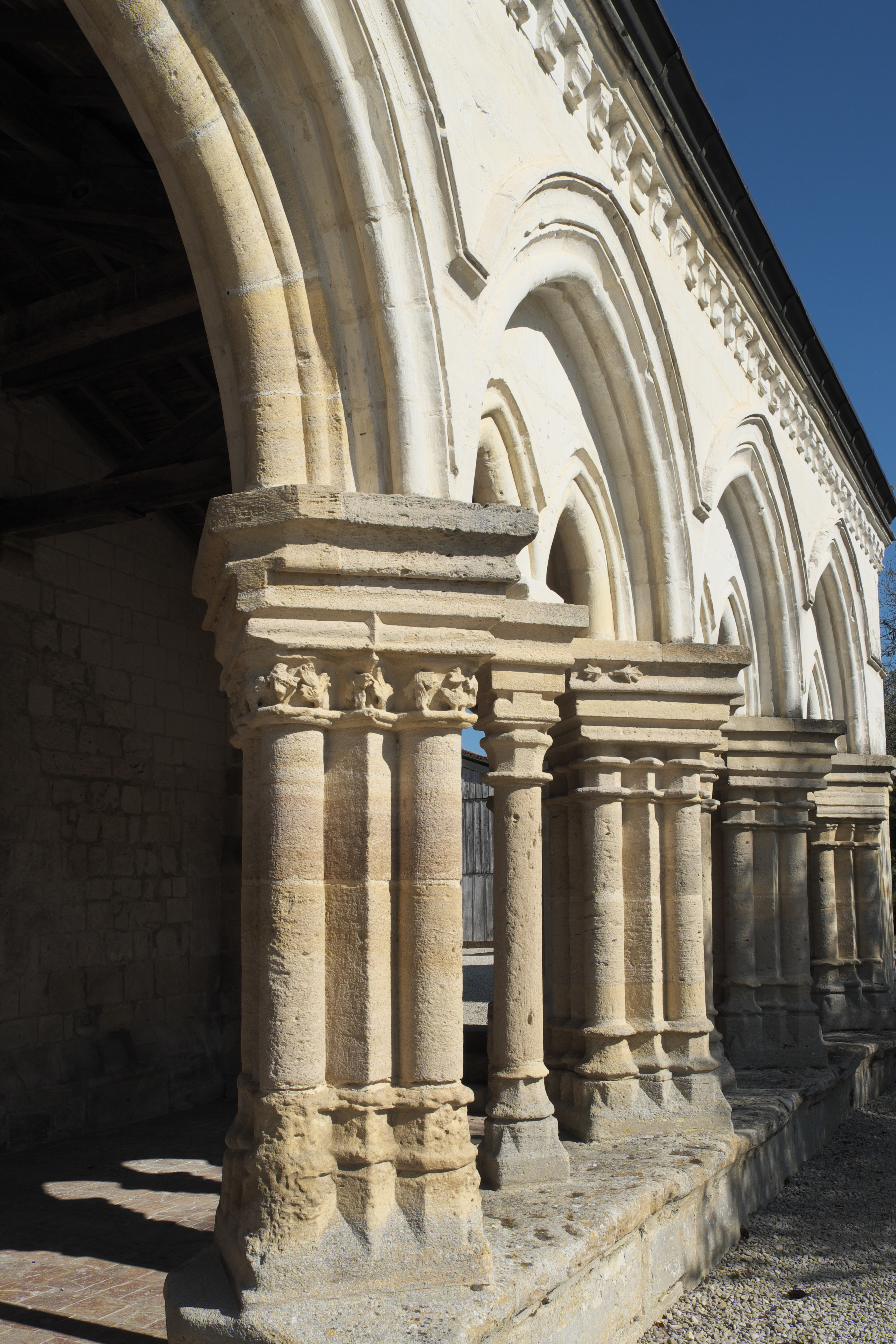
Vorhalle
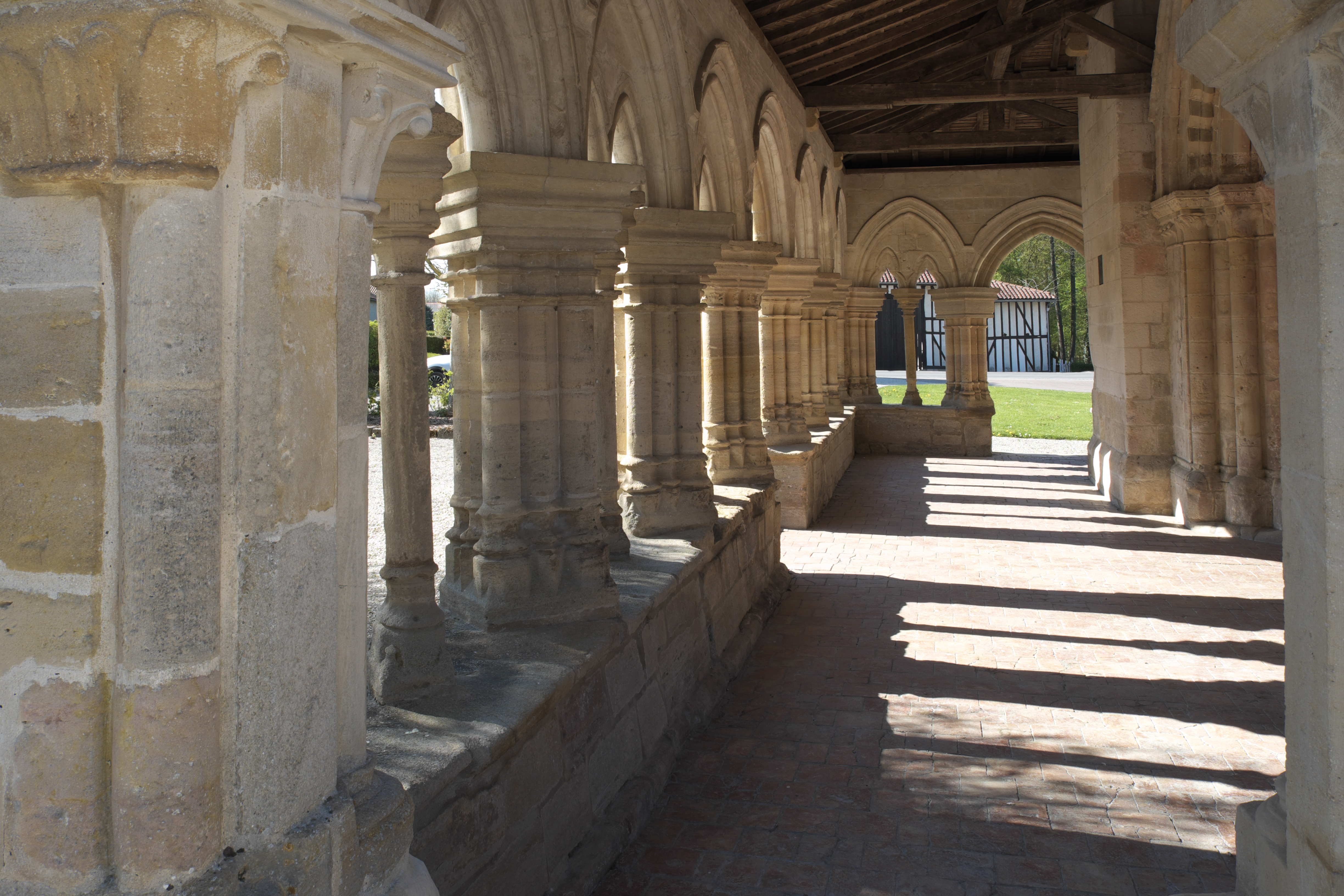
Vorhalle

### Portale
Das in einen Mauervorsprung in der Vorhalle integrierte Portal der Westfassade stammt noch wie das Langhaus aus dem romanischen Kirchenbau des 12. Jahrhunderts. Es wird von einem Dreiecksgiebel und vier rundbogigen Archivolten überfangen, die abwechselnd mit Zackenmuster und Rundstäben verziert sind. Sie werden von acht schlanken Säulen getragen, die Knospenkapitelle mit stilisiertem Blattwerk aufweisen.
Auch das ebenfalls in einen schmalen Mauervorsprung eingebettete Südportal wird von einem Dreiecksgiebel mit spitzbogigen Archivolten und einem schmucklosen Tympanon bekrönt. Es wird auf beiden Seiten von drei Säulen flankiert, deren Kapitelle denen des Westportals ähneln.

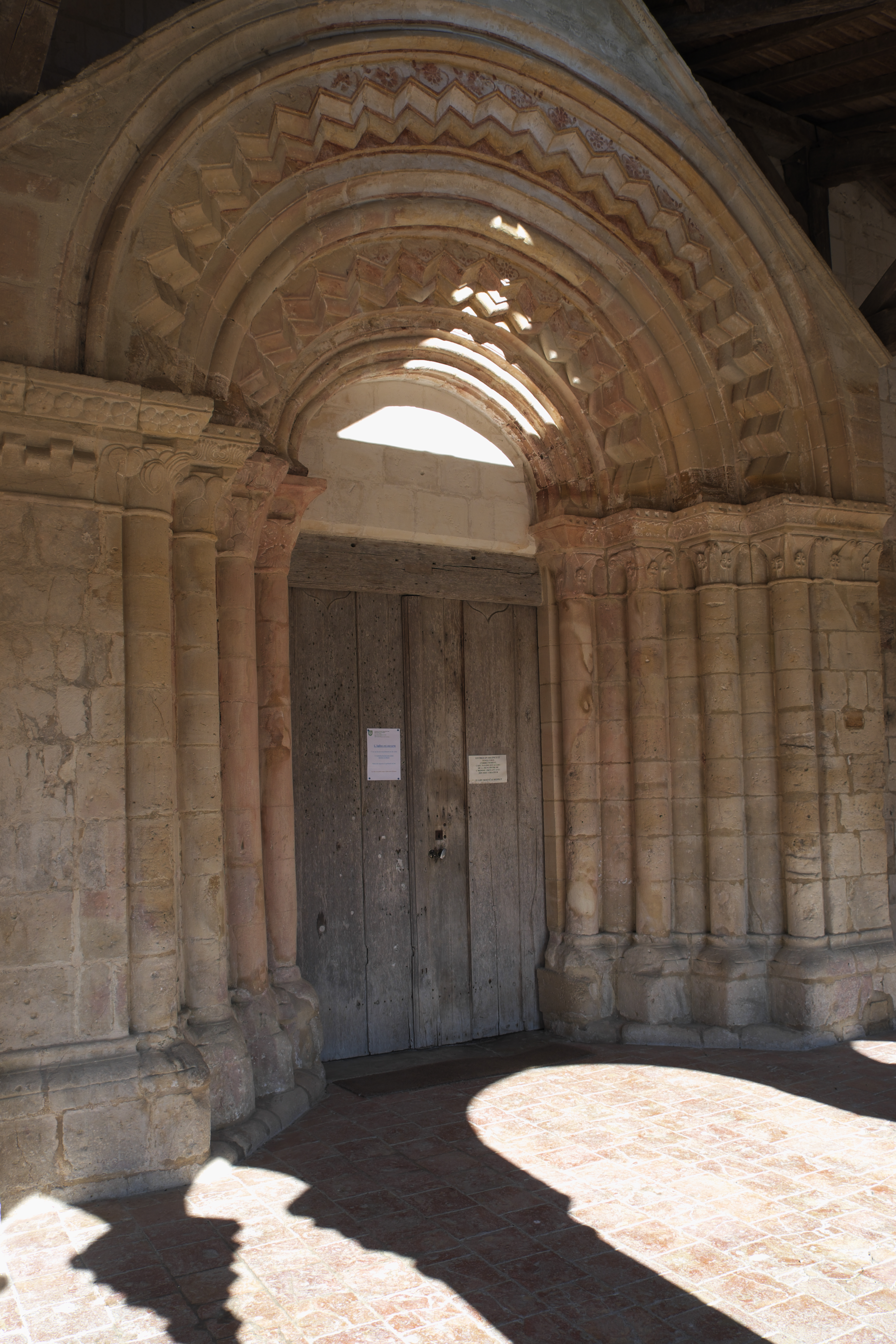
Westportal
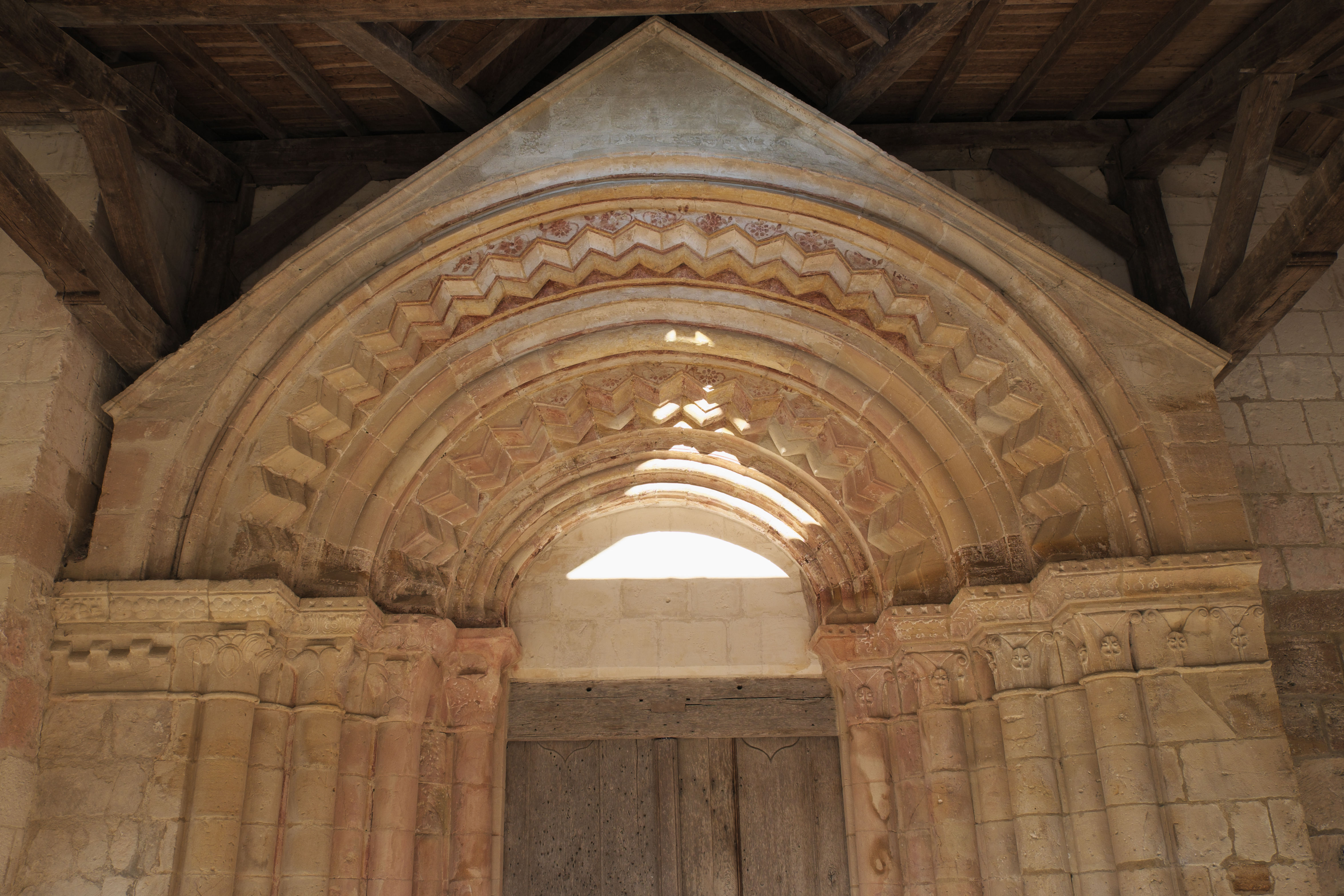
Archivolten am Westportal
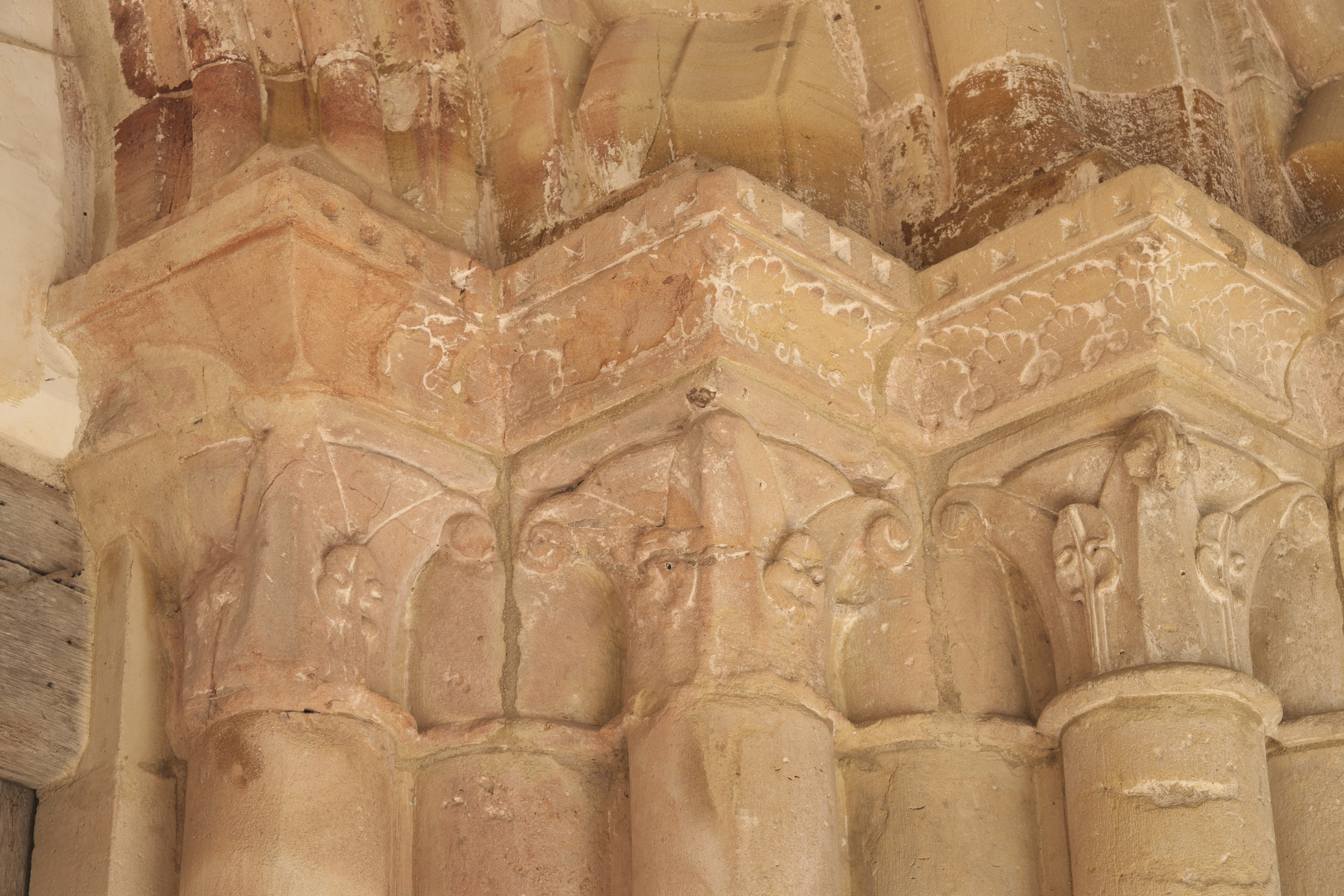
Kapitelle am Westportal
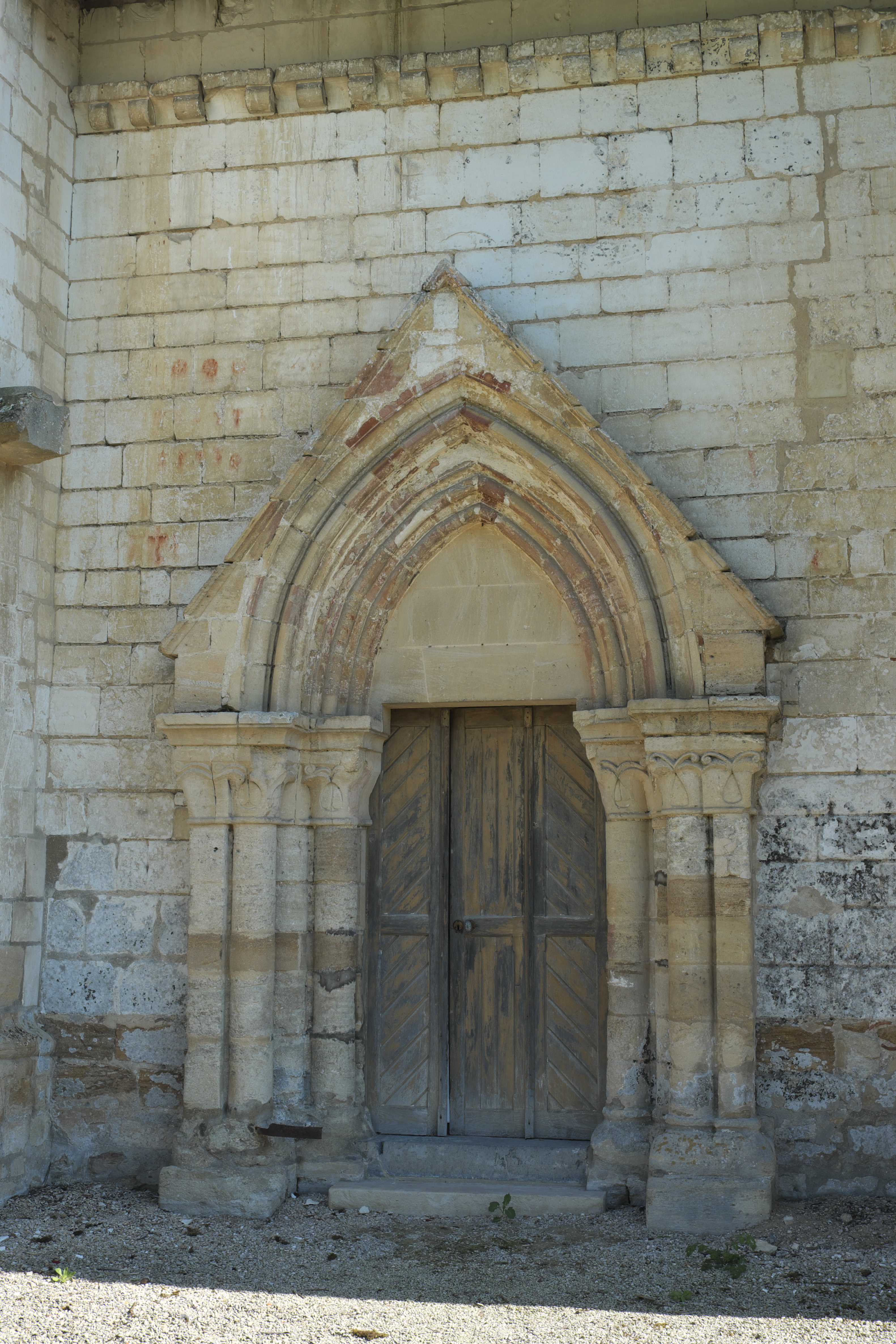
Südportal

### Innenraum

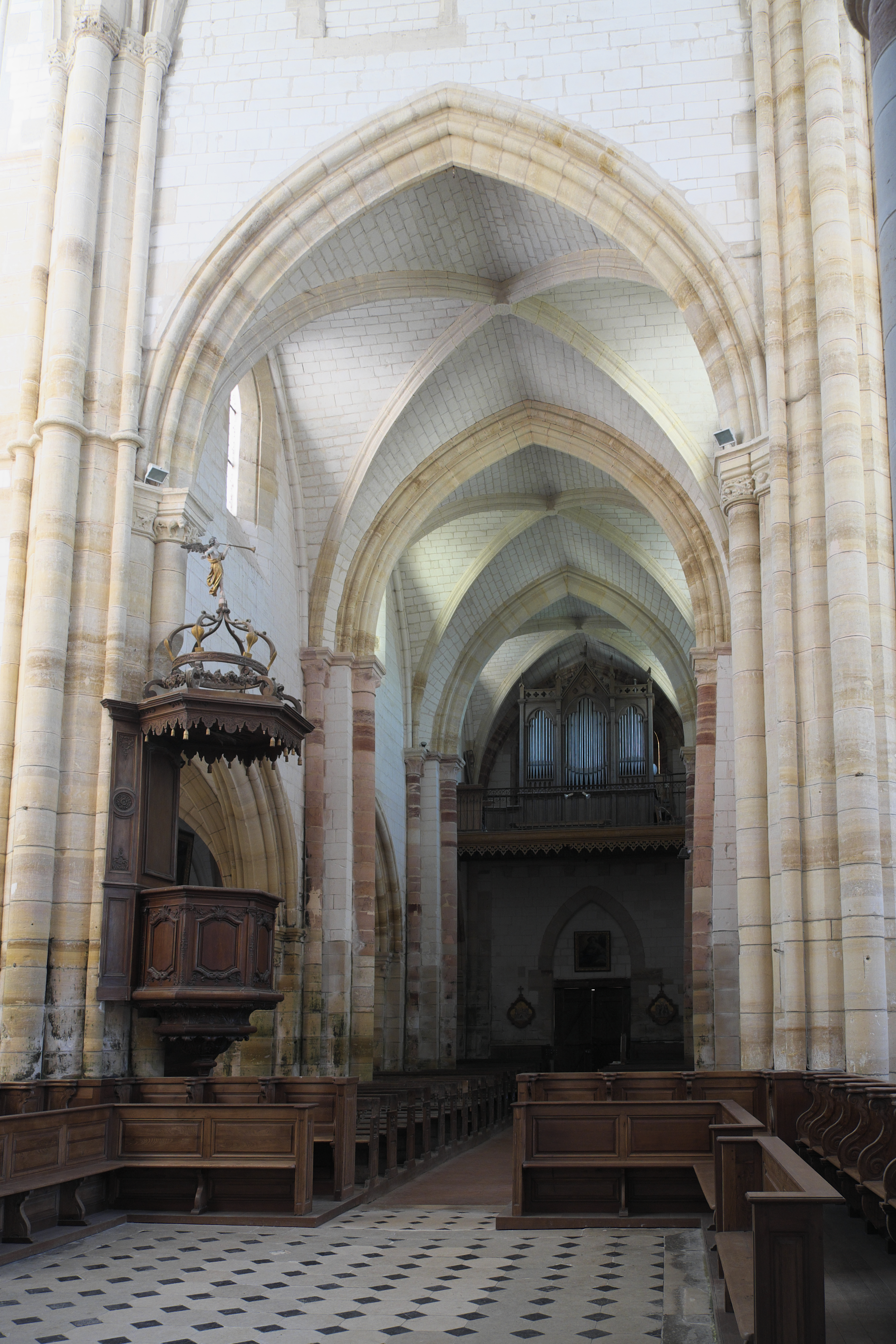
Mittelschiff

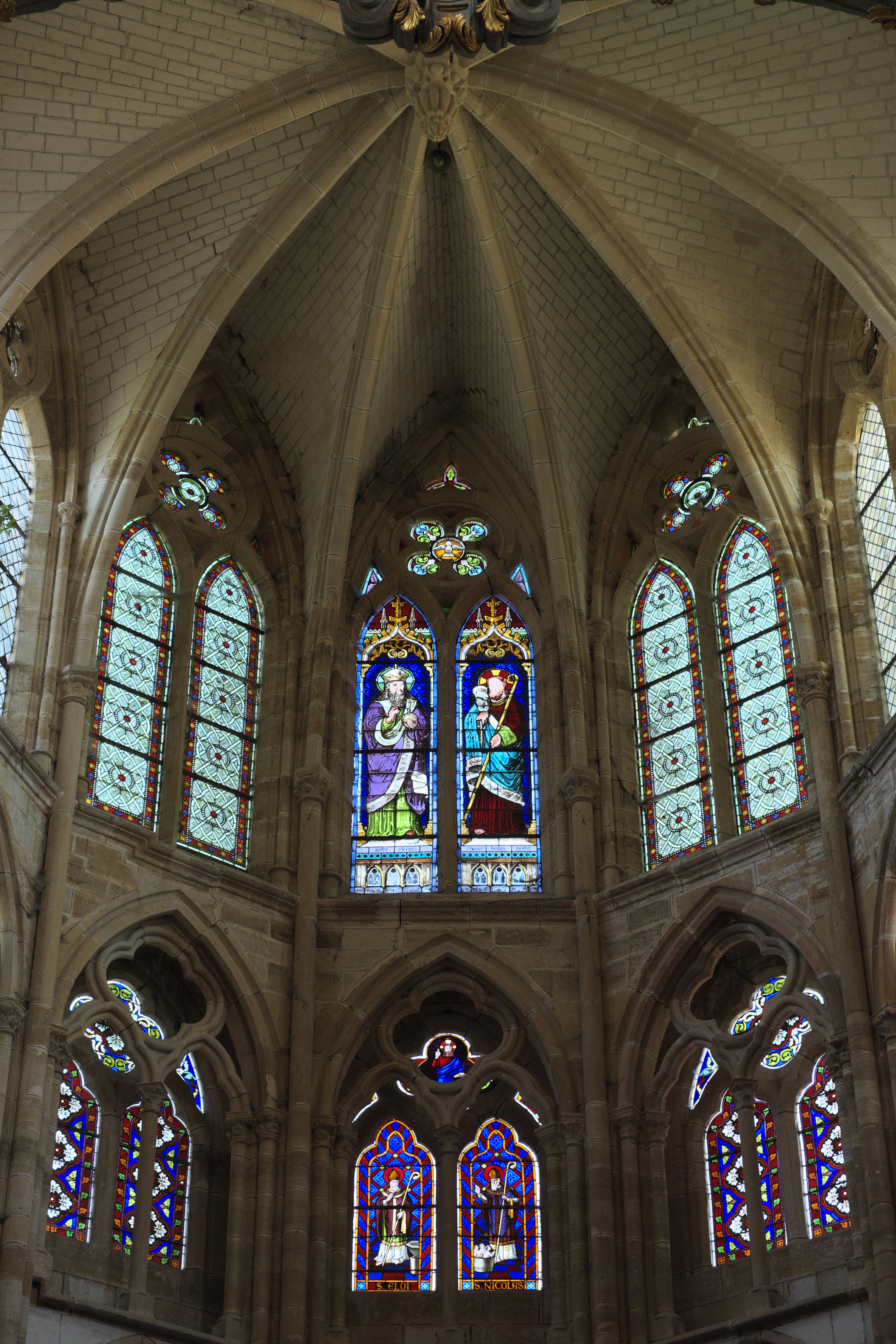
Chor

Das dreijochige Langhaus mit seinen beiden Seitenschiffen ist der älteste Teil der Kirche. In der Mitte des 13. Jahrhunderts wurde das Mittelschiff um vier Meter auf elf Meter angehoben. Die ursprüngliche Holzbalkendecke wurde entfernt und ein Kreuzrippengewölbe eingezogen. Das Langhaus ist schmaler, niedriger und dunkler als der Chor und das Querschiff, die beide einen dreigeschossigen Aufriss aufweisen und von großen Maßwerkfenstern beleuchtet werden. Der Chor, der als ein Meisterwerk der Gotik in der Champagne gilt, wird von 25 Fenstern durchbrochen, die die Wandfläche aufzulösen scheinen. Er wird von zwei Seitenkapellen flankiert, die sich im Osten an die beiden Querhausarme anschließen. Um den Chor und das Querschiff läuft ein aus Zwillings- und Dreierarkaden bestehendes Triforium, dessen Kapitelle dem Stil der Renaissance nachempfunden im 19. Jahrhundert geschaffen wurden.

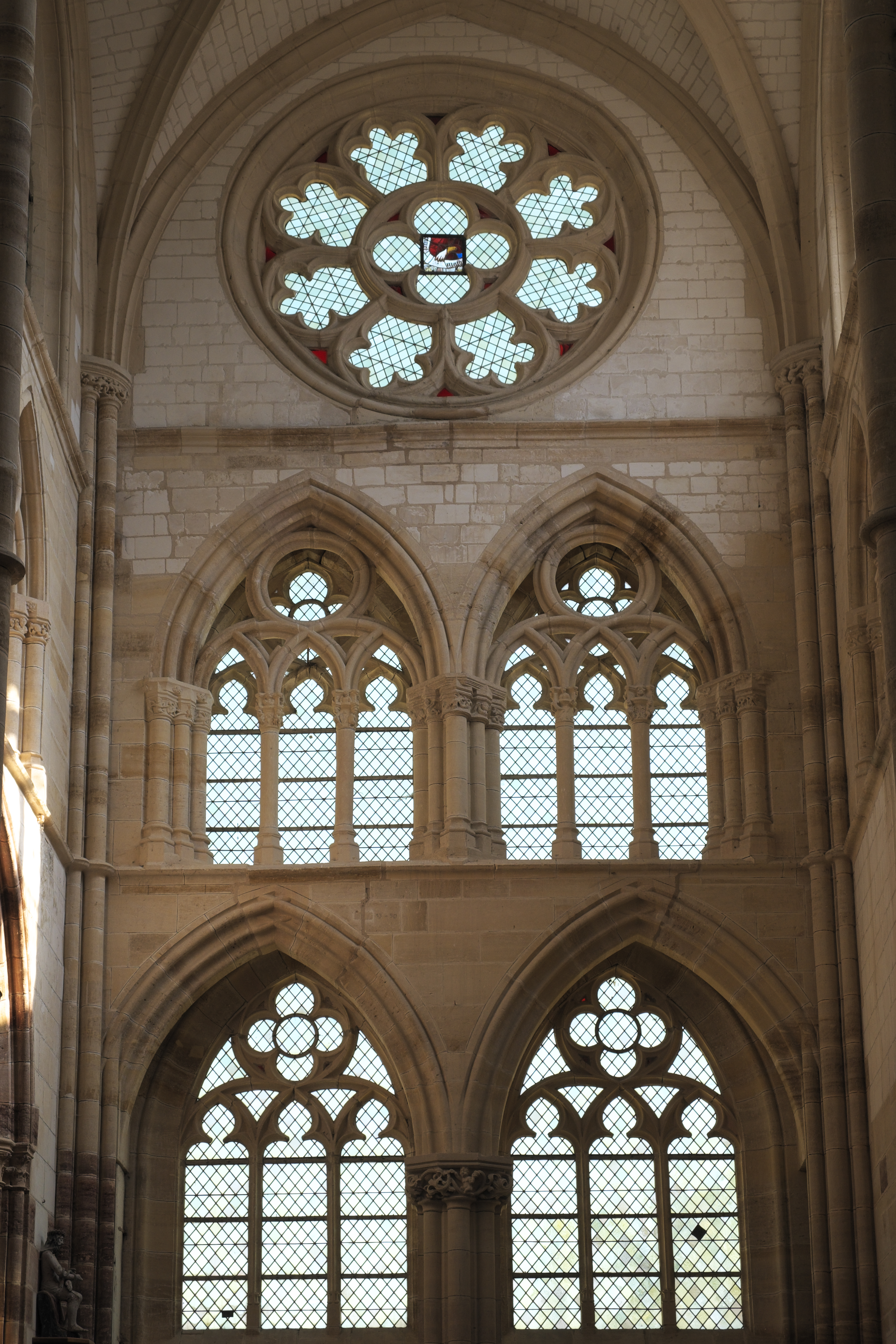
Querhaus
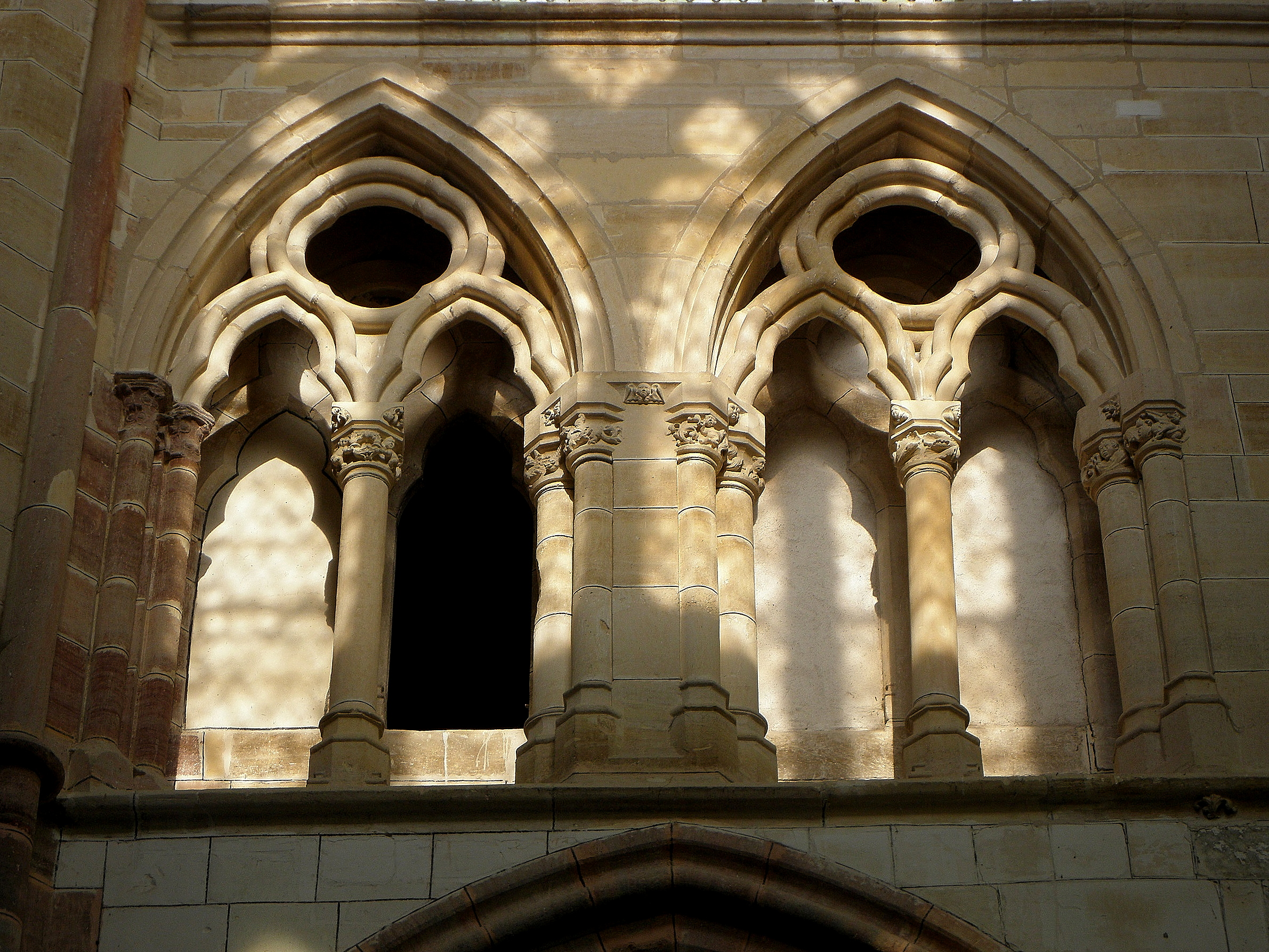
Triforium
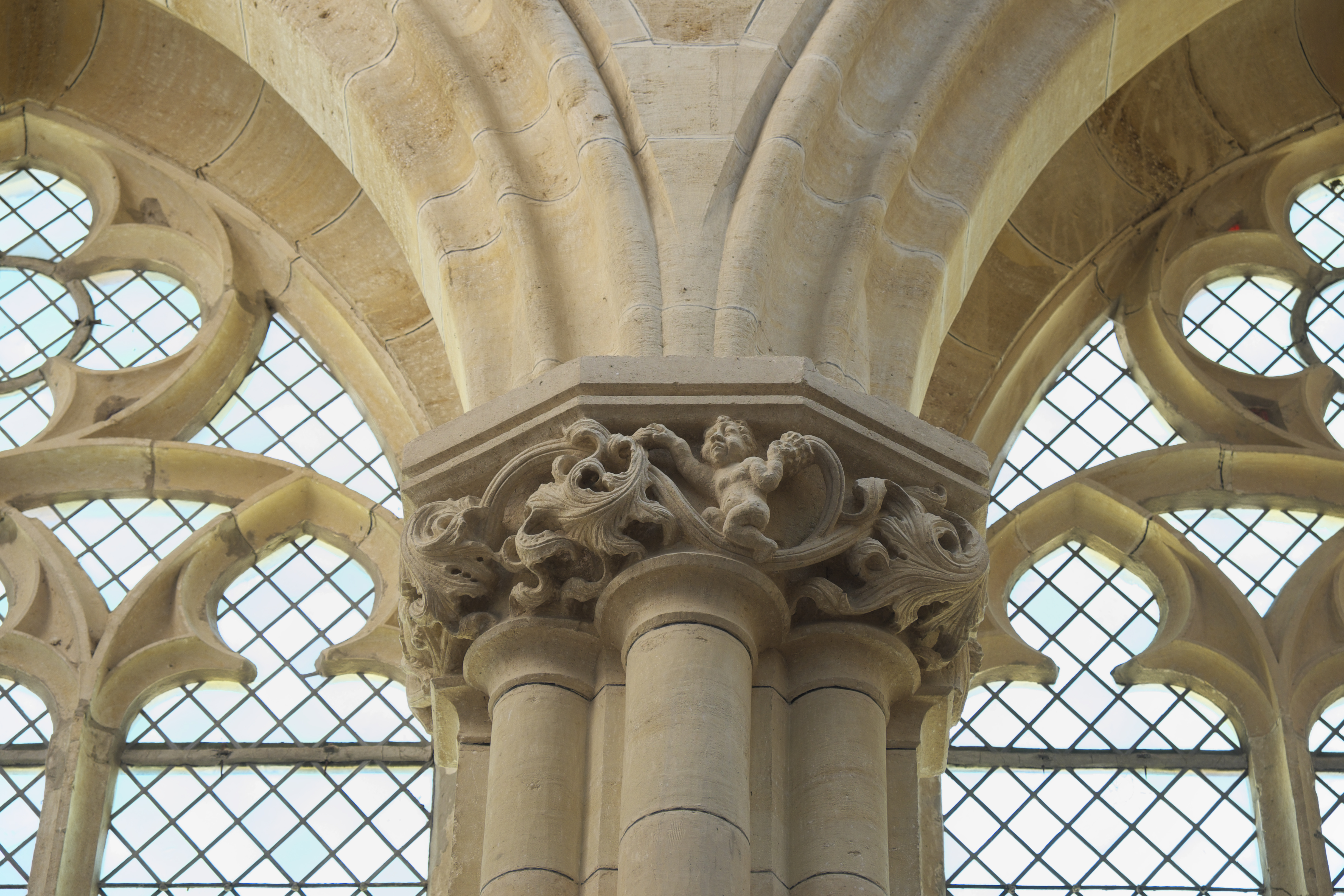
Kapitell

## Bleiglasfenster

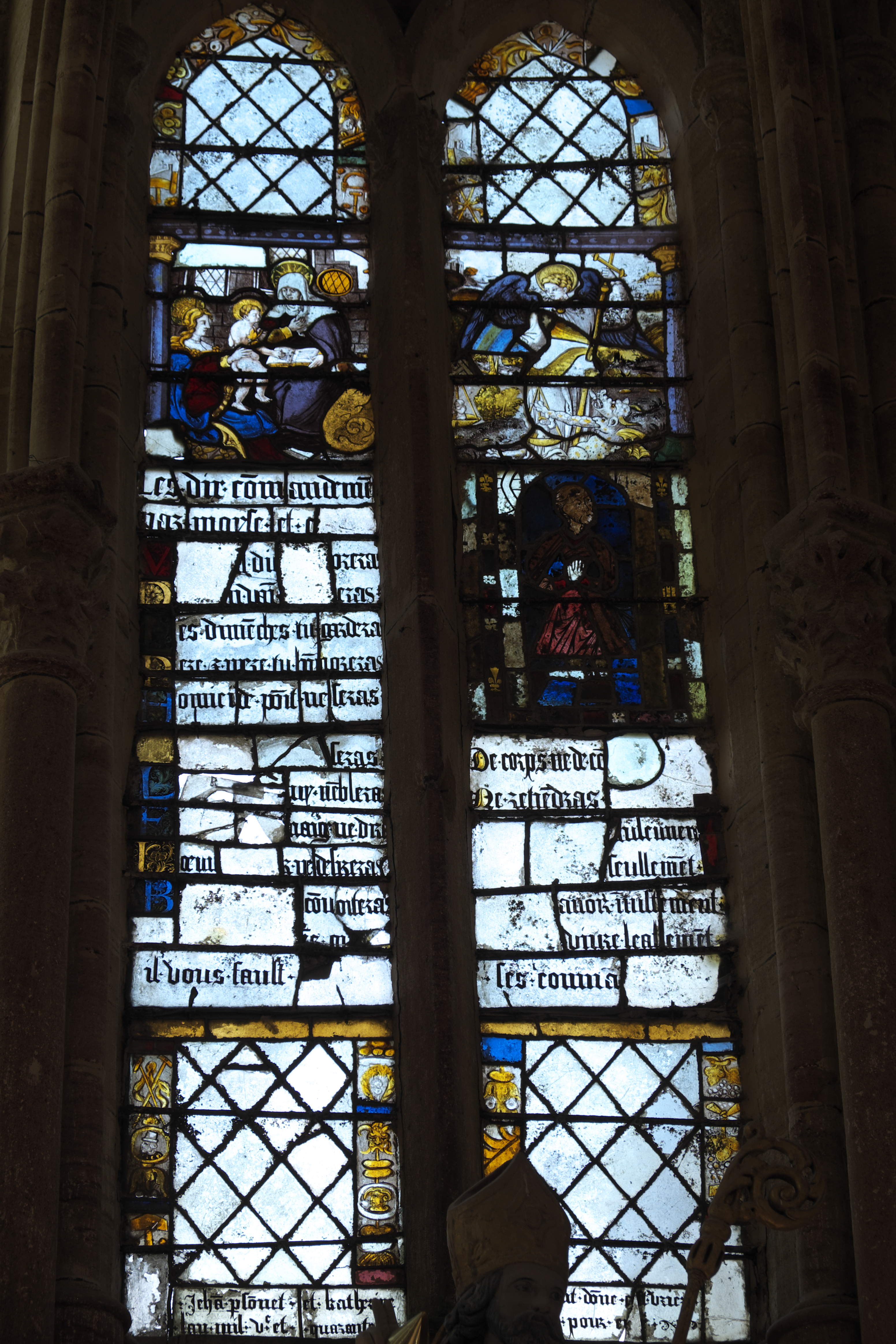
Bleiglasfenster mit Scheiben aus dem 16. Jahrhundert

In der Kirche sind mehrere Fragmente von Bleiglasfenstern erhalten, die ins 13. und 16. Jahrhundert datiert werden.
Auf dem mittleren Fenster in der linken Apsiskapelle stammen drei Szenen aus dem 16. Jahrhundert. Auf den Scheiben  sind die heilige Anna mit dem Jesuskind und Maria dargestellt, daneben der Erzengel Michael, der den Drachen besiegt, und darunter eine betende Figur. Auf den anderen Scheiben sind Inschriften zu lesen.
Ein Fenster der Apsis enthält eine Verkündigungsszene aus dem 13. Jahrhundert. Das nördliche Querhaus besitzt Fragmente von Grisaillefenstern aus dem 16. Jahrhundert. In der Rosette des südlichen Querhauses sind eine Figur und zwei Engel zu erkennen. In weiteren Fenstern sind noch Reste der Bordüren erhalten.

## Ausstattung
- Die farbig gefasste Schnitzfigur des Christus in der Rast ist eine Arbeit aus dem späten 16. Jahrhundert.[3]
- Aus dem 16. Jahrhundert stammt auch das steinerne Taufbecken.[4]
- Die holzgeschnitzte, farbig gefasste und teilweise vergoldete Madonna mit Kind wird ins 17. Jahrhundert datiert.[5]
- Der kunstvoll geschnitzte Triumphbalken vor dem Chor, auf dem ein großes Kruzifix steht, wurde im 17. Jahrhundert eingebaut. Er ist farbig gefasst und teilweise vergoldet.[6]

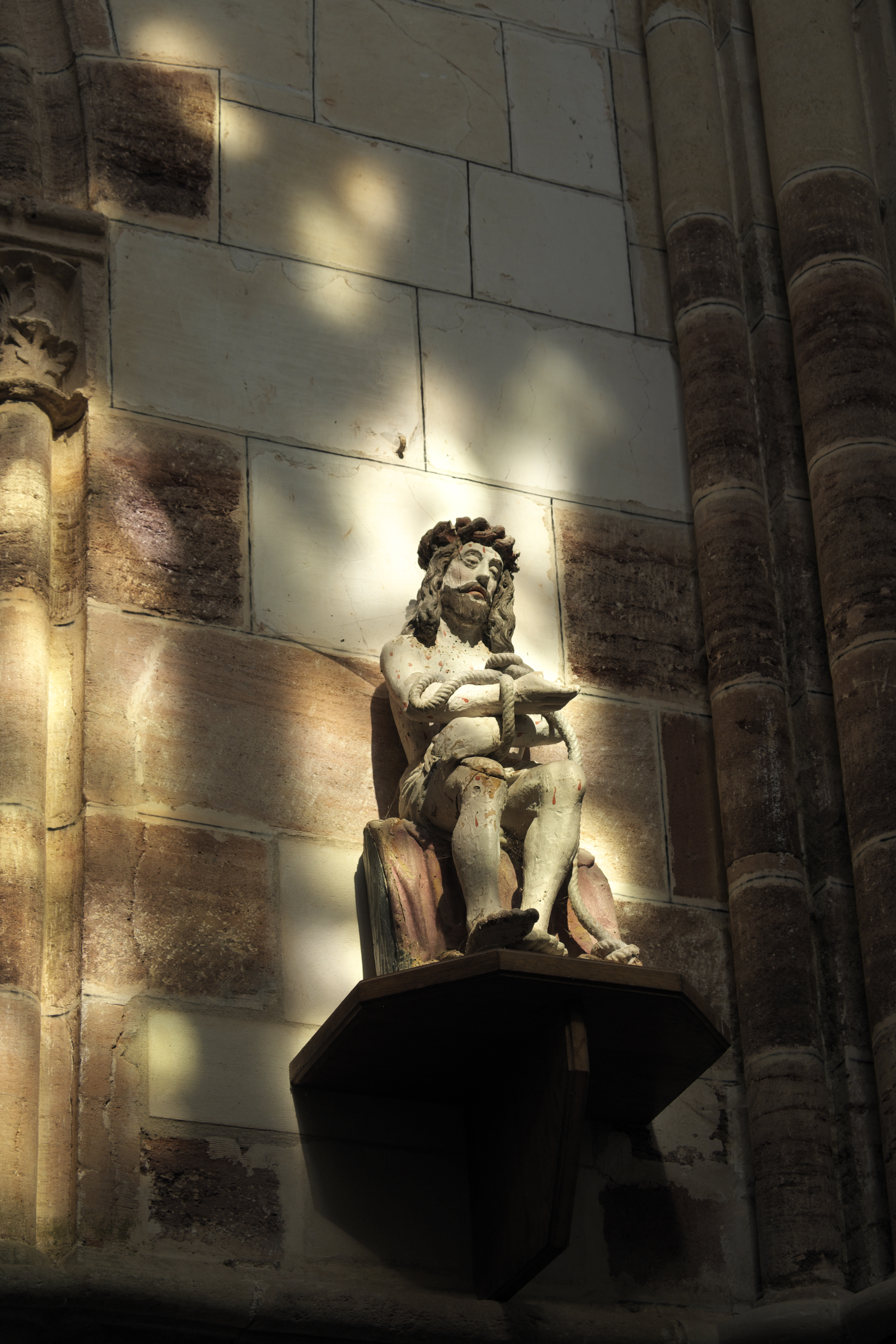
Christus in der Rast
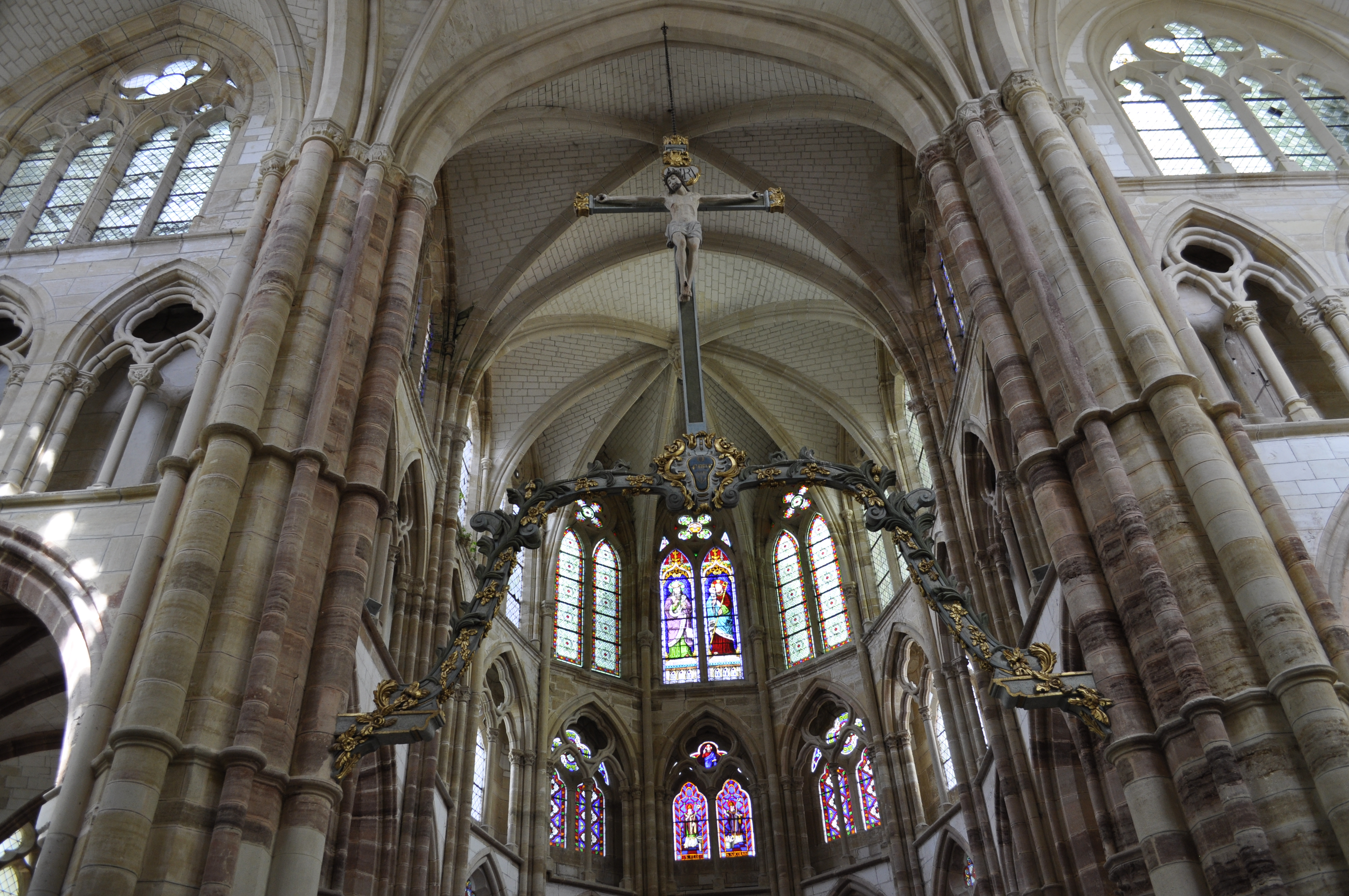
Triumphbalken